# Din Offentlige Transport
Din Offentlige Transport (DOT) er et samarbejde mellem DSB, Movia og Metroselskabet, der samler information om og markedsføring af den kollektive trafik på Sjælland, Lolland-Falster og de tilstødende øer. DOT står blandt andet bag trafikinformation på knudepunkter, informationskampagner og en officiel hjemmeside med trafikinformation, køreplaner, takster og andre praktiske oplysninger på tværs af selskaber og transportmidler.
DOT trådte i funktion i januar 2015 som en paraplyorganisation, der fungerer som det fælles ansigt udadtil for de tre trafikselskaber. Baggrunden for etableringen var, at selvom selskaberne nok samarbejdede, for eksempel med fælles takstsystem, så var informationerne til passagerne ikke samlet tilsvarende men spredt udover de enkelte selskabers hjemmesider. Det problem blev imidlertid løst ved at samle selskabernes kundevendte aktiviteter indenfor Movias område i DOT. På sigt kan samarbejdet desuden komme til at omfatte ting som takster, indtægtsdeling, koordinering af køreplaner mv. Samarbejdet er etableret efter at være blevet vedtaget af Folketinget som en del af Lov om trafikselskaber.
I forlængelse af samarbejdet blev der etableret et interessentselskab, Dot - Din Offentlige Transport I/S, 14. november 2016. Selskabet er ligeligt ejet af DSB, Movia og Metroselskabet, idet det dog rent fysisk har adresse hos Movia i Valby i København. Selskabet ledes af en sekretariatschef og har et dusin medarbejdere, hvortil kommer et antal projektmedarbejdere fra de tre ejere.

## Hovedstadens Offentlige Transport
I januar 2019 foreslog Regeringen Lars Løkke Rasmussen III at nedlægge regionerne, der blandt andet er medejere af Movia. I forlængelse heraf foreslog regeringen, at der skulle etableres et fælles statsligt og kommunalt selskab med arbejdsnavnet Hovedstadens Offentlige Transport (HOT) til at varetage den kollektive trafik i Hovedstadsområdet. Udover at fungere som fælles ansigt, som DOT havde gjort hidtil, skulle det også stå for billetsalg og markedsføring. Desuden skulle det stå for planlægningen af ruter og køreplaner, udbud af driften af busser, metro, privatbaner og på sigt Hovedstadens Letbane samt forvalte den statslige kontrakt med DSB om S-togene. Til gengæld ville infrastrukturen stadig tilhøre de hidtidige ejere.
Ifølge forslaget skulle kommunerne finansiere al bustrafik, men det ville blive HOT, der kom til at prioriterer serviceniveauet i den regionale bustrafik, og som følge heraf fik kompetence til at opkræve finansieringen af dem hos kommunerne. Desuden ville HOT komme til at finansiere privatbanerne. Til gengæld ville staten fortsat finansiere S-togene. HOT skulle ledes af en bestyrelse på elleve medlemmer bestående af fire fra staten, to fra Københavns Kommune, et fra Frederiksberg Kommune og fire valgt gennem et repræsentantskab af de øvrige 32 kommuner. Formanden skulle udpeges blandt de kommunale medlemmer og næstformanden blandt statens.
De øvrige 11 kommuner på resten af Sjælland, Lolland, Falster og Møn skulle dækkes af et nyt trafikselskab svarende til dem, der findes i resten af landet. Det var uvist, hvordan koordinering af for eksempel takster skulle finde sted på tværs af de to selskabers områder. Desuden spillede det ind, at flere jernbaner ville komme til at krydse grænsen. Det gjaldt blandt andet Østbanen, der dog forudsattes at ville blive drevet og vedligeholdt af Lokaltog som hidtil. Det forventedes at det ville ske efter en kontrakt med det ene af de to trafikselskaber på baggrund af enighed mellem de to selskaber.
Nedlæggelsen af regionerne og de dermed forbundne ændringer endte dog med at blive opgivet efter Folketingsvalget 5. juni 2019, hvor magten overgik til Regeringen Mette Frederiksen.